# Facatativá
Facatativá är en kommun och stad i Colombia.   Den ligger i departementet Cundinamarca, i den centrala delen av landet, 40 km nordväst om huvudstaden Bogotá. Antalet invånare i kommunen är 107 452.
Kommunen ingår i Bogotás storstadsområde och centralorten hade 102 826 invånare år 2008.